# Hernán Cortés
Hernán Cortés, 1. markýz del Valle de Oajaca (1485 – 2. prosince 1547; někdy také Hernando, Fernando Cortés nebo Fernán Cortés, ale i Cortez či Cortéz) byl jedním z nejslavnějších španělských conquistadorů Ameriky. Při svém tažení v letech 1519–1521 vyvrátil Aztéckou říši a položil základy španělského koloniálního panství ve Střední Americe.

## Životopis

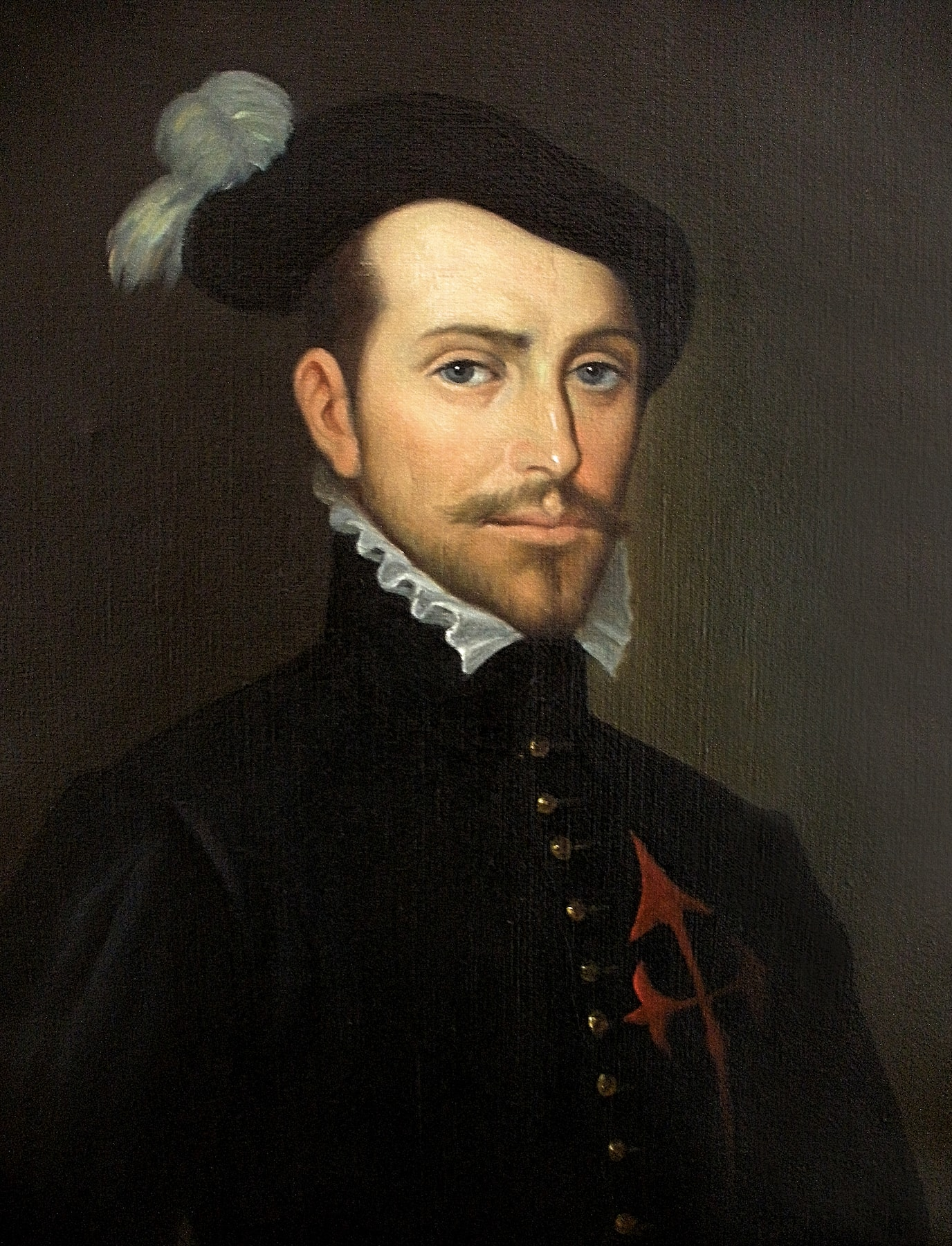
Hernán Cortés

Erb Hernána Cortése jako markýze

Cortés byl synem Martína Cortése de Monroy a Doñi Cataliny Pizarro Altamarinové. Rody, z nichž pocházel, měly velkou tradici, byť byly spíše zchudlé. „Měly málo bohatství, ale velkou čest,“ komentoval to Cortésův sekretář Francisco López de Gómara, jehož zápisky slouží většině historiků k pokusům rekonstruovat Cortésovu biografii, zejména jeho mládí. Podle Gómary byl Cortéz ve věku 14 let poslán studovat právo do Salamanky na středozápadě Španělska. Důvodem však nebyla zřejmě jen inteligence a nadání ke vzdělání. Podle Gómary byl „bezohledný, povýšený, zlomyslný a hašteřivý“ a také byl „zdrojem problémů pro své rodiče“. A to byl také důvod, proč se rádi syna zbavili již v mladém věku. Podle svého sekretáře byl Cortés již v mládí také velmi vášnivý ve vztahu k ženám. Byl prý frustrovaný provinčním životem a vzrušený z příběhu o výpravě Kryštofa Kolumba. Opustil předčasně školu a vydal se do Valencie s myšlenkou nechat se najmout jako voják, aby mohl bojovat v italských válkách. To se mu však nepovedlo a místo toho podle Gómary „nečinně bloudil téměř rok“. Bloudil takto po jižních přístavech Španělska, kam připlouvaly lodě plné bohatství z Ameriky. Nakonec se nechal na jednu z lodí najmout a v roce 1504 odplul na ostrov Hispaniola (původní název La Española) na Haiti. Zde od té doby žil.
Na Hispaniole se stal farmářem a notářem městské rady ve městě Azua. Prvních šest let byl s tímto osudem, zdá se, spokojený. Poté ho však začala znovu lákat dobrodružství. Zbrzděn v tom byl syfilidou, jíž onemocněl. Nemohl se tak zúčastnit výprav Diega de Nicuesa a Alonsa de Hojedy v roce 1509, ačkoli o to hodně stál. Až roku 1511 se jeho stav zlepšil a mohl se tak připojit k výpravě guvernéra Diega Velázqueze de Cuéllara, který se rozhodl dobýt Kubu. Když se mu to povedlo, jmenoval Velázquez Cortése starostou města Santiago de Cuba. Mezi Cortésem a guvernérem docházelo k častým sporům, proto po objevení Yucatánu v roce 1519 Cortés přemluvil Velázqueze, aby tam pod jeho vedením vyslal výpravu. Tato výprava byla na poslední chvíli zakázána a Cortés měl být zatčen. Cortésovi se však podařilo odplout pod vedením Antóna de Alaminose s 11 loďmi (1 loď měla zhruba 70–90 mužů, tj. 15 námořníků, 50 vojáků a 20 sluhů/otroků). Výprava dorazila na Yucatán, kde dobyla území Tabasca a donutila domorodce uznat nadvládu španělského krále Karla V. Zde se dozvěděl o bohaté Aztécké říši.
Dne 20. dubna se vylodil poblíž dnešního města Veracruz. Zde byl přijat velmi přátelsky. Podle mnoha svědectví považoval císař Moctezuma II. Cortése za boha, který se dle proroctví vrátil. Při prvním setkání mu měl říci: „Přišel jsi do svého města. Přišel jsi usednout na svůj trůn, pod jeho baldachýn. Králové před tebou, tvoji zástupci, ho střežili a uchovali pro tvůj příchod... Kdyby mohli předci vidět, co vidím já! Ne, já sním... A přece vidím. Stojím naproti tobě. Přišel jsi z mraků a mlhy, abys usedl na svůj trůn. Tak to prorokovali králové vládnoucí tvému městu – a teď se to stalo skutečností. Vrátil ses k nám, sestoupil jsi z nebe. Odpočiň si a ujmi se svého paláce. Buď vítán ve své zemi, můj bože!“, na což zmatený Cortés odvětil prý jen „řekněte mu, že přicházíme v míru“.
Navzdory velkolepému uvítání však císař Španělům vstup do hlavního města Tenochtitlán nepovolil, proto Cortés založil osadu Villa Rica de la Vera Cruz (dnešní Veracruz) a nechal se vojskem zvolit soudcem a generálním kapitánem, nařídil spálit lodě, kromě jediné, jež odjela podat zprávu do Španělska. Poté se vydal do vnitrozemí, kde se spojil s Tlaxcaltéky a Totonaky, kteří přijali španělskou nadvládu. Bez boje došel do Tenochtitlánu, kde se usadil a následně zajal Moctezumu II., po kterém chtěl, aby uznal nadvládu Španělska, čímž se stal vládcem Mexika.

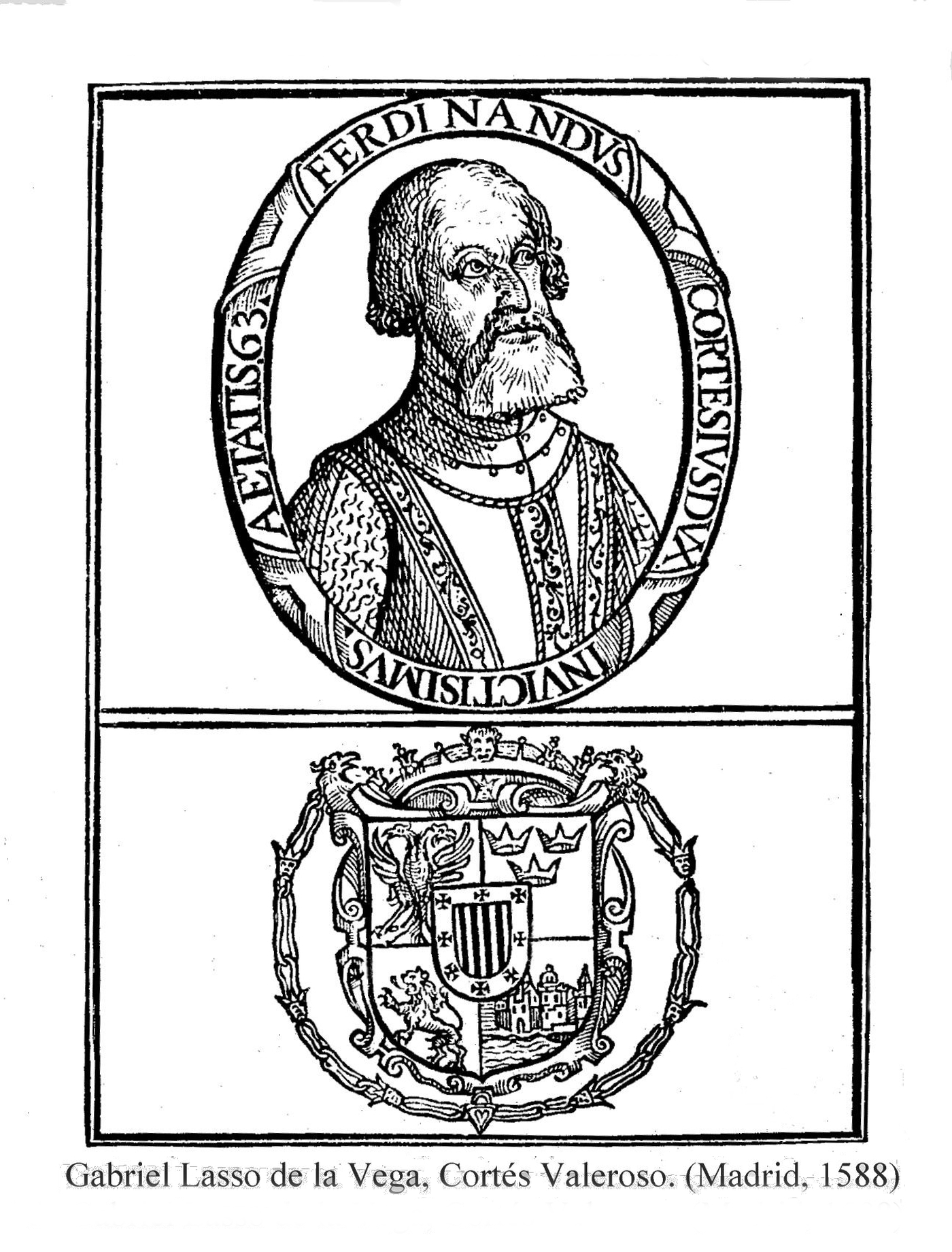
Erb, udělený Cortésovi Karlem V.

Roku 1520 proti němu Diego Velázquez de Cuéllar poslal vojsko (cca 2 000 mužů), které vedl Pánfilo de Narváez. Cortés ho ale přepadl, zajal a větší část Navaezových mužů pak přešla na Cortésovu stranu. V průběhu jeho nepřítomnosti v Tenochtitlánu vypuklo povstání, a i když vyjel své posádce na pomoc (se zhruba 12 000 muži, většina pocházela z Tlaxcaly), byl nucen 2. července 1520 utéci z Tenochtitlánu, kde ztratil značnou část mužstva, výzbroje a již získaných pokladů. Po vítězné bitvě v Outumbském údolí ustoupil do Tlaxcaly, kde znovu zformoval a doplnil armádu. Dne 13. srpna 1521 dobyl Tenochtitlán a zajal nového císaře Cuauhtémoca (dříve nesprávně Guatimozin).
Roku 1522 byl Karlem V. jmenován místodržícím, nejvyšším soudcem a vrchním velitelem Nového Mexika. Pomocí mnichů, především františkánů a dominikánů se snažil rozšířit křesťanství a organizaci země. V letech 1524–1526 vedl vojenskou výpravu do Hondurasu. Mezitím byl ve Španělsku obviněn ze zneužívání pravomocí a přípravy odtržení Mexika (tato obvinění nebyla pravdivá), byla na něj poslána kontrola vedená Alfonsem de Estradou. Ta s ním nejednala podle jeho představ, proto roku 1528 odjel do Španělska. Zde se setkal s císařem Karlem V., který mu udělil titul markýz del Valle de Oajaca a obdaroval ho velkými pozemky v Mexiku.
Roku 1529 byl jmenován pouze vrchním velitelem vojska s právem podnikat nové výboje. Podnikl několik výprav do Panamy a Severní Ameriky, v roce 1536 objevil Kalifornský poloostrov. Tyto výpravy ho finančně vyčerpaly a tak za ně chtěl náhradu. Jelikož neuspěl, vydal se do Španělska, kde byl v roce 1540 přijat císařem Karlem V., ale úspěchu nedosáhl. V roce 1541 se účastnil výpravy do Alžírska, poté se chtěl vrátit do Mexika. Zemřel ve Španělsku poblíž Sevilly.
Ostatky Corteze jsou pochovány v chrámu Iglesia de Jesús Nazareno (Ciudad de México) v historickém centru hlavního města Mexika, kam si přál být pochován v mládí. Chrám je nyní opuštěný a v špatném stavu.